# Евкарпід
Евкарпід (*Evkarpíd, д/н —після 381) — давньогрецький атлет, майстер панкратіону часів пізньої Римської імперії, переможець античної Олімпіади.

## Життєпис
Походив з роду вільновідпущеників або клієнтів римських імператорів. Народився в Афінах. Його батько був майстром кулачного бою. Молодший брат Зопір також виступав у змаганнях.
Власне про Евкарпіда знано замало: виступав у панкратіоні, в якому переміг на 290-х Олімпійських іграх у 381 році. Подальша доля невідома.